# 機動戦士ガンダム 戦場の絆II
『機動戦士ガンダム 戦場の絆II』（きどうせんしガンダム せんじょうのきずなツー）は、バンダイナムコアミューズメントより発売されたアーケードゲーム。2021年7月27日稼働開始。アニメ『機動戦士ガンダム』を題材とした3D対戦アクションゲーム『機動戦士ガンダム 戦場の絆』の続編。
2024年3月28日2時をもってオンラインサービスを終了し、同日7時よりオフラインモードのみでの稼働となる。

## ゲームシステム
本作は前作と違い、ターミナルでのみプレイ料金を支払うように変更されているのでプレイするには支払いからプレイまでの流れをよく熟読する必要がある。
本作に登場する機体のカテゴリは以下の4つに分かれており、それぞれのカテゴリには「ブーストアクション」と呼ばれるアクションが追加されている。
2023年9月13日のアップデートにて一人プレイ用のスコアアタックモードが追加された。こちらはオフラインモードでも稼働できることになっている。
格闘型
格闘の攻撃力が高く、敵との距離を詰めた接近戦を得意とする。ブーストアクションである「ブーストキャンセル」は、格闘によるキャンセルである。
近距離戦型
格闘や射撃で戦局に応じて幅広く対応する事ができる。また、シールドで防御しながら射撃を行うこともできる。
射撃型
射撃武器を活かした遠距離戦を得意とする。連続射撃技「ジャストショット」を持つ。
砲撃型
長距離武器で敵拠点に大ダメージを与えられる。砲撃時の角度は「仰角調整」で行う。

## 登場機体

### 地球連邦軍
| 格闘型      |                      |
| 型式番号    | 機体名               |
| RGM-79[G]   | 陸戦型ジム           |
| RGM-79L     | ジム・ライトアーマー |
| RGM-79FP    | ジム・ストライカー   |
| RXｰ78NT-1   | アレックス           |
| RX-78XX     | ピクシー             |
| RX-79[G]Ez8 | ガンダムEz8          |
| 近距離型    |                      |
| 型式番号    | 機体名               |
| RX-79BD-1   | BD1号機              |
| RGM-79[G]RR | ジムRR               |
| RGM-79      | ジム                 |
| RGM-79G     | ジム・コマンド       |
| RGM-79F     | 装甲強化型ジム       |
| RGM-79C     | ジム改               |
| RAG-79      | アクア・ジム         |
| 射撃型      |                      |
| 型式番号    | 機体名               |
| RGM-79[G]   | ジム・スナイパー     |
| RX-77-2     | ガンキャノン         |
| RX-78-3     | G-3ガンダム          |
| RX-79[G]    | 陸戦型ガンダム       |
| RX-80PR     | ペイルライダー       |
| RX-78-GP01  | ガンダム試作1号機    |
| 砲撃型      |                      |
| 型式番号    | 機体名               |
| RGC-80      | ジム・キャノン       |
| RX-75       | ガンタンク           |
| RTX-440     | 陸戦強襲型ガンタンク |
| RX-78-6     | マドロック           |
| RX-79[G]RR  | ガンダムRR           |

### ジオン公国軍
| 格闘型        |                         |
| 型式番号      | 機体名                  |
| MS-05B        | ザクI                   |
| MS-06F        | ドアン専用ザク          |
| MS-07B        | グフ                    |
| MS-08TX       | イフリート              |
| MS-08TX[EXAM] | イフリート改            |
| MSM-07        | ズゴック                |
| MS-14S        | シャア専用ゲルググ      |
| YMS-15        | ギャン                  |
| AGX-04        | ガーベラ・テトラ        |
| 近距離型      |                         |
| 型式番号      | 機体名                  |
| MS-06F        | ザクII                  |
| MS-06S        | ザクII [シャア専用機]   |
| MS-06FZ       | ザクII改                |
| MS-07B-3      | グフカスタム            |
| MS-14A        | ゲルググ                |
| MS-18E        | ケンプファー            |
| 射撃型        |                         |
| 型式番号      | 機体名                  |
| EMS-10        | ヅダ                    |
| MS-09         | ドム                    |
| MS-05L        | ザクI・スナイパータイプ |
| RX-79BD-2     | BD2号機                 |
| 砲撃型        |                         |
| 型式番号      | 機体名                  |
| MS-06K        | ザクキャノン            |
| MS-06V        | ザクタンク              |
| MS-09K-2      | ドム・キャノン          |
| YMT-05        | ヒルドルブ              |
| YMS-16M       | ザメル                  |

## 開発の経緯
プロデューサーの塚田夢人はJAEPO2020に合わせて行われたインタビューの中で、『戦場の絆』の新作を制作するに至った理由として、「初代『戦場の絆』が現役で稼働を続けていますが、[中略]14年前の筐体やハードウェアでは、さまざまな事情で運営を継続することが難しくなってきていました。しかし、いまだにプレイを続けてくれているプレイヤーさんも多く、[中略]これから5年、10年と『戦場の絆』を盛り上げていくためにも、ソフトとハードウェアの限界値を1回リフレッシュし、新しい『戦場の絆』をお届けしたいと考えました。」と説明している。
前作『戦場の絆』の最大プレイ人数は8対8だったが、ユーザーから人数が多すぎて連携をとるのが難しいと指摘が多く寄せられている上、それより人数の少ないモードに人気が集中していることから、本作の最大プレイ人数は6対6に変更されている。
前作の構想の段階では予定されていたが見送られたシールドを用いたアクションが正式に導入された。

### 変遷
2022年3月20日から、塚田の後を受け前作の開発経験がある新プロデューサーとして正路千暁の就任が発表された。稼働当初から数多くのバグがプレイヤーから指摘されていたが、就任にあたり進行不能バグの存在と対策が発表されている。